# Schwalbe

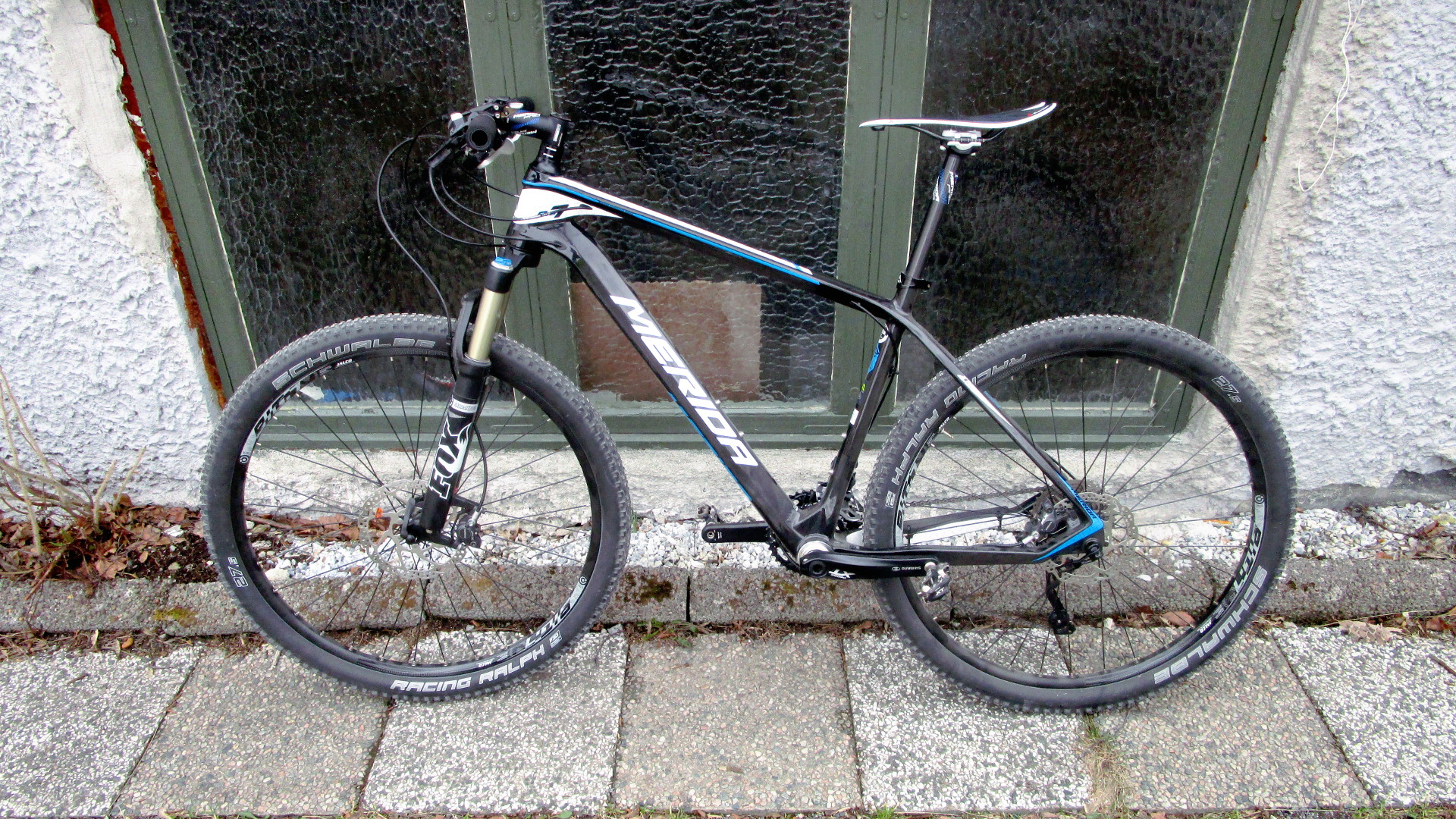
Bicicletă de munte Merida Big Seven echipată cu anvelope Schwalbe Racing Ralph de mărimea 27.5"

Schwalbe este o marcă a companiei Ralf Bohle GmbH, companie germană producătoare de anvelope pentru biciclete, scutere și scaune cu rotile. Compania este o afacere de familie (Mittelstand), aflată la a treia generație. Schwalbe produce anvelope pentru o gamă largă de vehicule, dar este cunoscută cel mai bine pentru anvelopele destinate ciclismului turistic (gama Marathon). Compania satisface și cererea pentru anvelope de mărime mică, de genul 16" (Brompton) sau 20" (BMX), aflate de obicei în afara interesului marilor producători de anvelope de bicicletă.
Sediul Schwalbe se află în Reichshof-Wehnrath lângă Köln, Germania, iar producerea propriu-zisă a anvelopelor se desfășoară în Indonezia, în parteneriat cu compania coreeană PT Hung-A.